# Mlava
Mlava (cyr. Млава) – rzeka we wschodniej Serbii, prawy dopływ Dunaju. Długość – 158 km, powierzchnia zlewni – 1830 km², średni przepływ u ujścia – 14 m³/s.
Mlava zaczyna swój bieg jako Tisnica w paśmie Kučaj w Górach Wschodnioserbskich. Płynie na zachód u północnych podnóży pasma Beljanica. Koło osady Žagubica traci sporo wody w podziemnym odpływie krasowym i od tego miejsca nosi nazwę „Mlava”. Rzeka płynie doliną Homolje, w jej zachodniej części wąskim wąwozem gornjacko-ribarskim (Gornjačko-ribarska klisura, Горњачко-рибарска клисура). 
W dolnym biegu Mlava płynie szeroką doliną, w której tworzy sieć równoległych koryt. W końcowym odcinku przyjmuje dwa największe dopływy – lewy Čokordin i prawy Vitovnica. Koło wsi Kostolac Mlava uchodzi do bocznego ramienia Dunaju zwanego Dunavac. Podczas deszczowych lat wody Mlavy przecinają na pół bagnistą wyspę Ostrvo, leżącą między tym ramieniem a głównym nurtem Dunaju.
Mlava nie jest wykorzystywana gospodarczo, choć jej górny bieg można wykorzystać do budowy zapory przeciwpowodziowej i elektrowni wodnej. W obecnym stanie rzeki powoduje ona regularne powodzie w swym dolnym biegu.